# John Callahan's Quads!
John Callahan's Quads! è una serie televisiva animata canadese-australiana, creata da John Callahan e prodotta da Nelvana. La serie è formata da 25 episodi di 24 minuti distribuita da Teletoon tra il 2001 e 2002
In America Latina, la serie è distribuita da Cartoon Network, nel blocco di Adult Swim, mentre in Italia è ancora del tutto inedita.

## Storia
Quattro amici improbabili condividono una casa enorme. A questo si aggiunge una manciata di piccole figure rassicuranti, alcuni piccoli fastidi di tutti i giorni.

## Episodi

### Prima Stagione
- (1-1) Le manoir des esclopes*
- (1-2) En voila des manoirs!*
- (1-3) Du blé pour les esclopes*
- (1-4) Le Faussaire Latino*
- (1-5) La trêve des biberonneurs*
- (1-6) Le fauteuil 3000*
- (1-7) Les bourses ou la vie*
- (1-8) Primate assistantes*
- (1-9) Le retour du rejeton*
- (1-10) Cobayes*
- (1-11) Un coup tordu*
- (1-12) Discrattion fatale*
- (1-13) La sainte omelette*

### Seconda Stagione
- (2-1) Vacances à Lesboe*
- (2-2) Mano le psychologue*
- (2-3) Que le pire gagne!*
- (2-4) Juste un gigolo*
- (2-5) De la rave au cauchemar*
- (2-6) Roulez ... viellesse!*
- (2-7) Héritage ou cambriolage?*
- (2-8) Gin le génie*
- (2-9) Sans foi ni loi*
- (2-10) La puce fatale*
- (2-11) Télé tarée*
- (2-12) Sexe, alcool et rock n roll*

Gli episodi seguiti da * non sono stati tradotti.

## Commenti
La serie è classificata 18+ in Canada e TV-MA negli Stati Uniti